# 청구 (고조선)
청구(靑丘 혹은 靑邱)는 삼국시대 이래 사용되었던 지역의 이름이다. 하지만 중국 문헌에서는 이미 삼국시대 이전부터 동방을 가리키는 의미 혹은 동쪽에 있는 나라를 일컬어 부르는 말이다. 오행설(五行說)에 따르면 동쪽의 색깔은 청색인데 중국을 기준으로 할 때 동쪽에 해당하는 나라를 가리키는 이름으로 예부터 한민족을 지칭하는 호칭으로 알려져 있다.

## 역사
김부식의 『삼국사기(三國史記)』에는 청구라는 별칭이 나오는데, 문무왕이 고구려의 왕손 안승(安勝)을 보덕국왕(報德國王)에 책봉하는 글에서 “공의 사조의 덕과 공은 크고 높아서 위풍이 청구에 떨쳤다.”고 쓴 것 등이 있다.
또한 『삼국사기(三國史記)』와 『삼국유사(三國遺事)』에는 후백제의 건국자인 견훤(甄萱)의 서신에 대하여 고려 태조가 보낸 답서에서 “청구에서 난을 수습한다.”라고 기록되어 있다.
조선시대에 청구라는 별칭을 사용한 서명으로는 조선 전기 김종직(金宗直)이 편찬한 시집인 『청구풍아(靑丘風雅)』가 있고, 영조 때 김천택(金天澤)이 조선의 민요를 수집한 『청구영언(靑丘永言)』이 있으며, 김정호가 그린 조선의 지도를 「청구도(靑丘圖)」라고 하였던 것을 찾아 볼 수 있다.

## 문헌 기록
중국의 문헌으로 최초의 기록은 『산해경(山海經)』이다. '대황동경'에는 “군자국 북쪽에 있으며 이 나라에서는 아홉 개의 꼬리가 달린 여우인 구미호(九尾狐)가 있다.”라고 서술되어 있다. 중국 전설에 나오는 꼬리가 아홉개로 갈라진 여우, 천하가 태평해지면 나타난다는 상서로운 조짐의 하나로 《고본죽서기년(古本竹書紀年)》에 하(夏)나라의 백서자(伯杼子)가 동정(東征)하여 「꼬리 아홉 달린 여우」를 잡고 천하를 얻었다고 했고,《산해경(山海經)》 「해외동경(海外東經)」에도 청구(青丘) 나라에 사는 여우는 꼬리가 아홉이라고 했듯이, 동방의 영물스런 짐승, 영수(靈獸)로 여겼던 것 같다.
사마천의 ‘사기(史記)’에는 황제(黃帝)가 동이(東夷) 땅에서 신선술(神仙術)을 배웠다는 기록이 있고, 갈홍(葛洪)의 ‘포박자(抱朴子)’에서도 황제가 청구(靑丘) 땅에서 자부선생(紫府先生)으로부터 삼황내문(三皇內文)을 받았다고 전한다.
청구의 청(靑)은 오행에서 청색의 동방을 의미하는 색이고 구(丘)는 언덕을 가리키는 말이다. 그러므로 ‘동방의 나라’라는 뜻으로 해석했고 다른 의미로 하늘에 청구라는 별이 있는데 동쪽에 뜨는 별이라 하여 ‘동방세계’라고 해석하는 문헌도 존재한다.
이외에도 중국 문헌에는 다음과 같은 기록이 나온다.
- ≪여씨춘추(呂氏春秋)≫에는 청구는 중국 전설에 나오는 해외(海外)의 지명으로 중국 동쪽에 있었다고 기록됨.
- 『산해경(山海經)』의 '해외동경(海外東經)'에는 ‘조양곡(朝陽谷)의 신령을 천오(天吳)라고 한다. 청구국(靑丘國)은 그 북쪽에 있다.’라고 서술됨.
- 중국 한대(漢代) 동방삭(東方朔)의 저작이라 일컬어지는 ≪십주기(十洲記)≫에는 청구는 바다에 있는 열 개의 주(洲) 가운데 하나인 장주(長洲)의 별칭으로서 남해(南海)의 진사(辰巳, 동남) 방향에 있는데 신선이 머물고 있으며 선초(仙草) · 영약(靈藥) · 감액(甘液) · 옥영(玉英) 등이 있다고 기록됨.[2][3]

## 같이 보기
- 한민족
- 단군조선
- 음양오행
- 동이
- 중원
- 화하족
- 한족